# خفاش خوک‌بینی کیتی
خفاش خوک‌بینی کیتی (نام علمی: Craseonycteris thonglongyai) خفاشی از خانواده خوک‌بینیان (Craseonycteridae) است که در تایلند و جنوب خاوری برمه زندگی می‌کند.
این خفاش از گونه‌های آسیب‌پذیر خفاش‌سانان است.
کوچکترین خفاش، خفاش خوک‌بینی کیتی است که قد آن ۲۹ تا ۳۴ میلی متر و سنگینی آن ۲ تا ۲٫۶ گرم است و اگر بال‌هایش باز باشد طول آن به ۱۵ سانتی متر می‌رسد. احتمالاً خفاش خوک‌بینی کیتی کوچک‌ترین پستاندار روی زمین است اما در مورد این مساله که کوچک‌ترین پستاندار حشره‌خوار اتروسک است یا خفاش‌های خوک‌بینی کیتی هنوز بین جانورشناسان بحث و اختلاف نظر وجود دارد.